# Wang Xiaohui (Fotografin)

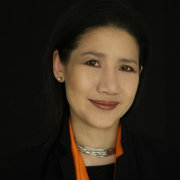
Wang Xiaohui

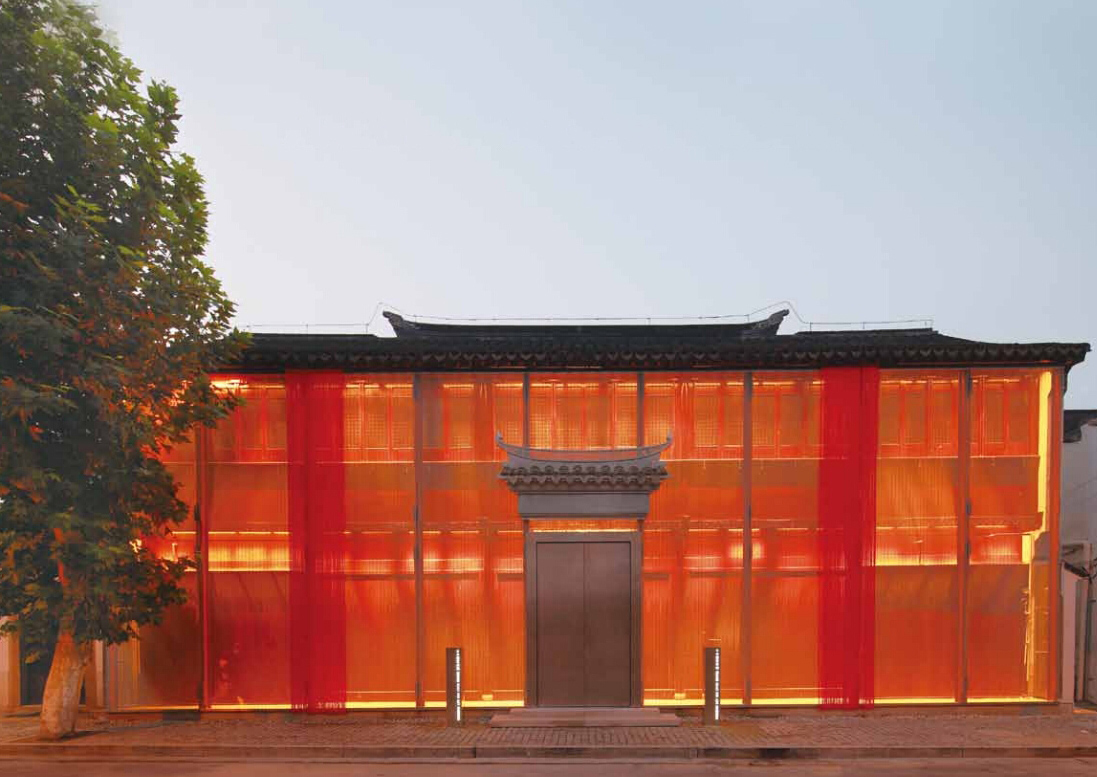
Das Xiao Hui Wang Art Museum in Suzhou

Wang Xiaohui (chinesisch 王小慧, Pinyin Wáng Xiǎohuì, nennt sich in Deutschland auch Xiao Hui Wang; * 15. Juni 1957 in Tianjin) ist eine chinesische Fotografin und Buchautorin. Sie lebt und arbeitet in Deutschland und China. Der Künstlerin zu Ehren wurde 2013 in Suzhou das Xiao Hui Wang Art Museum eröffnet.

## Werdegang
Ab 1978 studierte sie Architektur an der Tongji-Universität in Shanghai. An den Studienabschluss an der Tongji-Universität in Shanghai im Jahre 1983 schloss Wang ein dreijähriges Zusatzstudium für Kommunikationswissenschaft (Master Degree) an. Danach blieb sie als Assistentin an derselben Universität und moderierte gelegentlich Sendungen über internationale Architektur im chinesischen Fernsehen. Mit einem Stipendium kam sie 1986 nach München, wo sie seitdem lebt. Hier war sie Doktorandin an der TU München und gleichzeitig Lehrbeauftragte an der Fachhochschule München. In dieser Zeit präsentierte Wang Xiaohui erstmals ihre Fotoarbeiten in einer Ausstellung. Daran schlossen sich Auftragsarbeiten für Fotobände an, u. a. für drei Bildbände der Reihe Sehen und Erleben über München, Prag und Sachsen des Süddeutschen Verlages.
1990 wurde ihr der bayerische Kulturförderpreis (2. Platz) zugesprochen, und im selben Jahr nahm sie ein Gaststudium an der Filmhochschule in München auf. Seit 1991 arbeitete Wang an mehreren Filmprojekten des Bayerischen Rundfunks u. a. als Regieassistentin und Beraterin mit und erstellte die Vorlagen für die Fernsehreihe Kulturen der Welt über Daoismus und Buddhismus. Ende 1991 kam bei einem schweren Autounfall ihr Ehemann ums Leben, den sie bereits aus Studientagen in Shanghai kannte und mit dem sie fünf Jahre verheiratet gewesen war. Ihre schweren Verletzungen und die daraus resultierende Ruhepause führten zu einer Neuorientierung hin zur Fotografie. Als freischaffende Künstlerin widmet sie sich seither der Fotografie. Gleichzeitig schreibt und publiziert Wang Xiaohui zu verschiedenen Themen Bücher.
1994 erhielt sie die bayerische Filmförderung für die Produktion ihres Kurzspielfilms Zerbrochener Mond, der das Prädikat „besonders wertvoll“ und eine „lobende Erwähnung“ beim internationalen Kunst-Filmfestival Alpinale in Österreich gewann. 1995 Regieassistenz bei der China-Hongkong-Japan-Produktion für den Kinofilm Chair sowie eigenes Drehbuch für einen Spielfilm Burnt Out Blue Candle. 1996 Buch und Regie des Dokumentarfilms Von Opern und Erben, der mittlerweile in sechs Ländern ausgestrahlt wurde. Im Jahr 1997 erhielt sie den KODAK-Fotopreis in der Volksrepublik China.
1998 erschienen ihre Arbeiten in Meisterwerke der Aktphotographie aus 150 Jahren (Prestel Verlag, München). Anlässlich des 50-jährigen Bestehens der Volksrepublik China nahm Wang Mitte 1999 an dem Projekt Shanghai - In the eyes of world's top photographers teil. Bis heute wurden 23 Bücher veröffentlicht, dazu zählen Heimat des Drachens (Dortmund, 1991), Merian-Life: Bangkok (Hamburg, 1993), Frauenbilder (Heidelberg, 1997). Ende 2000 gab sie zusammen mit Monika Endres-Stamm im Fischer Verlag Töchter des halben Himmels – Lebensgeschichte von sieben Chinesinnen heraus. Im Jahr 2001 erschien in der Volksrepublik China und auf Taiwan ein umfangreiches, reich bebildertes Buch mit dem Titel Mein visuelles Tagebuch – 15 Jahre Leben in Deutschland für das sie den Shanghai Book Award und den Bingxin National Literature Award erhielt. Seit Herbst 2001 befindet sich dieses Buch in der chinesischen Bestsellerliste unter den ersten 10 Plätzen. Im Herbst 2001 ist der Fotoband Close to the Eyes (Prestel Verlag) erschienen.
Ihre Arbeiten befinden sich in verschiedenen privaten und öffentlichen Sammlungen. Unter ihnen Agfa, die Bayerische Versicherungskammer, Volkswagen, das Ritz Carlton Hotel und die Bibliothek von Shanghai. Seit November 2001 Professur für Fotografie an der Tongji-Universität in Shanghai, wo ihr ein Fotostudio (Xiao Hui Wang Art Workshop) zur Verfügung gestellt wird, sowie Gastprofessur an der Nationalen Universität Peking. Seit 2003 arbeitet Wang an einen Kunst-Konzept für die Internationale Automobilstadt Anting/Shanghai. 2006 wurde Wang Xiaohui vom Bund Freischaffender Foto-Designer zum Ehrenmitglied ernannt.

## Bücher
- Introspection, Fotoband, Hirmer, 2012
- Mein Visuelles Tagebuch (deutsch), Biographie, 2006
- Samed Das Werk der Seele
- Xiao Hui Wang in Dialoge (chinesisch), 2005
- Erotic Flowers, Fotoband, 2004
- Close to the Eyes, Fotoband, 2001
- My visual diary - 15 years in Germany (chinesisch), 2001
- Töchter des halben Himmels (deutsch), 2000
- Frauenbilder, Fotoband, 1997
- Blue Candle Burnt Out (chinesisch), Film, 1994
- Keine Angst vor dünner Luft, Fotoband, 1993
- Sehen und Erleben - Sachsen, Fotoband, 1992
- Sehen und Erleben - Prag, Fotoband, 1992
- Sehen und Erleben - München, Fotoband, 1991